# Huis De Steeg

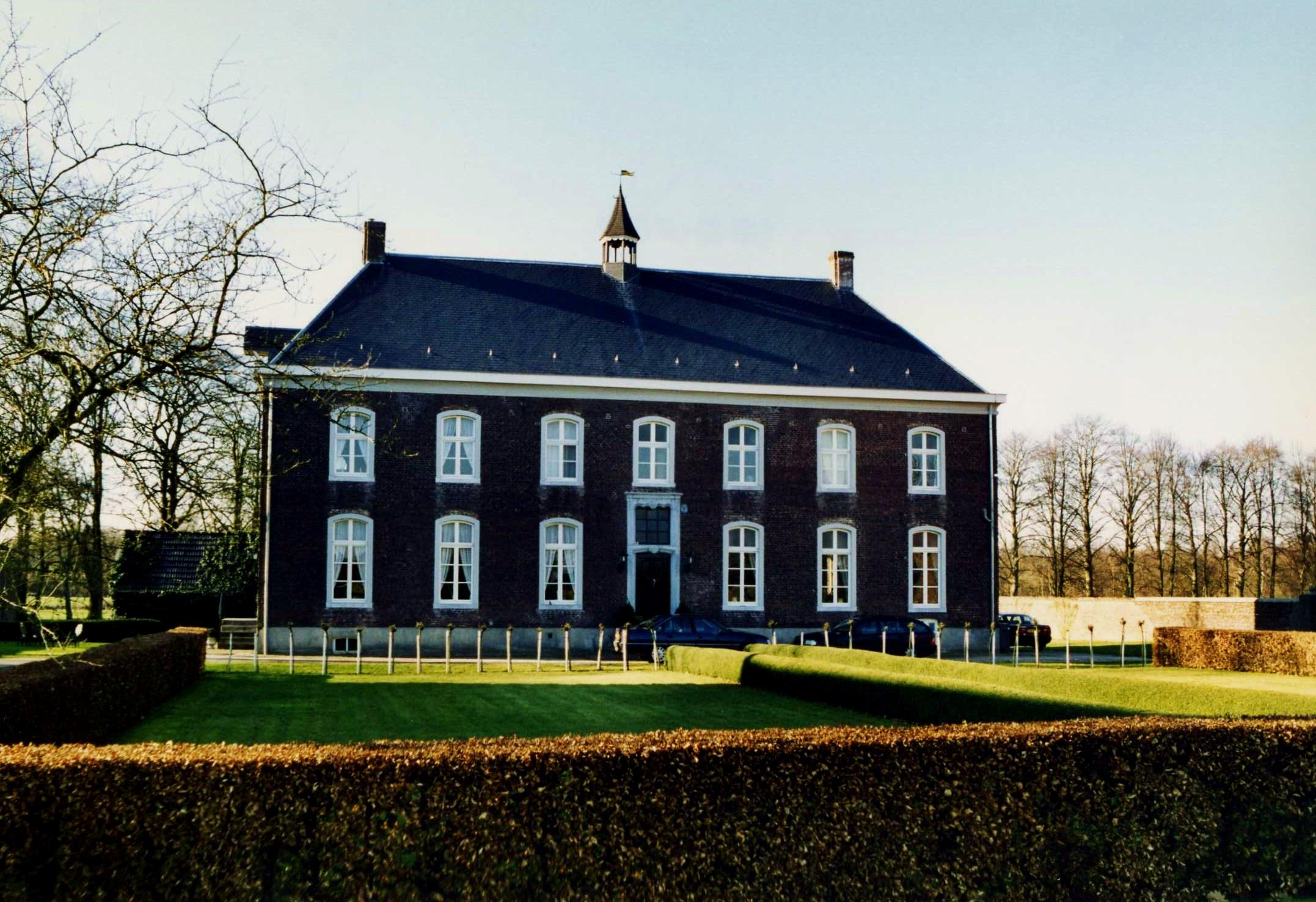
Huis De Steeg

Huis De Steeg (ook: De Steegh) is een herenhuis aan de Broekeindweg 1 te Grubbenvorst in de Nederlandse provincie Limburg.
Het oorspronkelijke huis dateert uit de 16e eeuw. Het huidige huis werd rond 1750 door een lid van de familie Rhoe van Obsinnich gebouwd op de plaats van het oudere huis. De bijgebouwen zijn rond 1800 opgetrokken in opdracht van P.A. van den Mortel.
Het hoofdgebouw is een rechthoekig gebouw van twee verdiepingen, gedekt door een schilddak waarop zich een dakruiter met windvaan bevindt, welke laatste het jaartal 1802 toont. De omlijsting van de toegangsdeur is in Lodewijk XV-stijl.
Het huis is geklasseerd als rijksmonument.